# Léo Scienza
Leonardo Weschenfelder Scienza, dit Léo Scienza, né le 13 septembre 1998 à Venâncio Aires au Brésil, est un footballeur brésilien qui évolue au poste d'ailier au FC Heidenheim.

## Biographie

### Carrière internationale
Léo Scienza est éligible pour représenter le Brésil et le Luxembourg au niveau international.

## Palmarès
SSV Ulm 1846
- Champion de 3. Liga en 2023-2024[4] ;
- Élu joueur de la saison du SSV Ulm en 2023-2024[5].